# Тизелтон-Дайер, Уильям Тёрнер
Уи́льям Тёрнер Ти́зелтон-Да́йер (англ. William Turner Thiselton-Dyer, до примерно 1891 — Тизелтон Дайер; 1843—1928) — британский ботаник, директор Королевских ботанических садов Кью.

## Биография
Уильям Тизелтон Дайер родился 28 июля 1843 года в семье Уильяма Джорджа Тизелтона Дайера и Кэтрин Джейн Фирмингер. Учился в Оксфордском университете (Крайст-Чёрч), в 1867 году окончил его со степенью бакалавра искусств (B.A.) по естественным наукам. В 1880 году стал бакалавром наук (B.Sc.) Лондонского университета.
С 1868 года Тизелтон был профессором естественной истории в Королевском сельскохозяйственном колледже в Сайренсестере. С 1870 по 1872 работал профессором Королевского колледжа науки в Дублине.
В 1872 года Тизелтон Дайер стал личным секретарём Джозефа Долтона Гукера, затем — профессором Королевского сельскохозяйственного общества.
С 1875 по 1885 Уильям Тизелтон Дайер работал ассистентом директора Королевских ботанических садов Кью Гукера. В 1877 году он женился на старшей дочери Гукера Хэрриет Энн (1854—1945). В 1880 году Тизелтон Дайер был избран членом Лондонского королевского общества. В 1892 году он стал обладателем Медали Кларка Королевского общества Нового Южного Уэльса. В 1899 году Тизелтон-Дайер был удостоен рыцарского звания.
С 1885 по 1905 Тизелтон-Дайер возглавлял Королевские ботанические сады Кью. После ухода с должности директора жил в Уиткоме близ Глостера.
Уильям Тёрнер Тизелтон-Дайер скончался 23 декабря 1928 года.

## Некоторые научные публикации
- Oliver, D. Flora of Tropical Africa / edited by W. T. Thiselton-Dyer. — 1902—1913. — Vol. 4—6(1).

## Роды растений, названные в честь У. Тизелтон-Дайера
- Dyera Hook.f., 1882
- Dyerella F.Heim, 1892 [= Cotylelobium Pierre, 1890]
- Dyerocycas Nakai, 1943 [= Cycas L., 1753]
- Dyerophytum Kuntze, 1891, nom. nov.